# Lago de Neuchâtel
O lago de Neuchâtel (em francês lac de Neuchâtel, em alemão Neuenburgersee) é o maior lago inteiramente suíço, com uma superfície de 217,9 km².

## Geografia
O lago fica rodeado pelos Cantões de Vaud, Neuchâtel, Berna e Friburgo. A cidade de Neuchâtel, que dá nome ao lago, fica situada ao Norte; no extremo-oeste estão as vilas de Yverdon-les-Bains e de Grandson, ao sul está a comuna de Estavayer-le-Lac.
Seus principais afluentes são o rio Thielle e o Canal de la Broye, que faz a sua ligação com o lago Morat - este último serve para compensar o excesso de água do rio Aar, que chega pelo lago Bienne.

## Economia

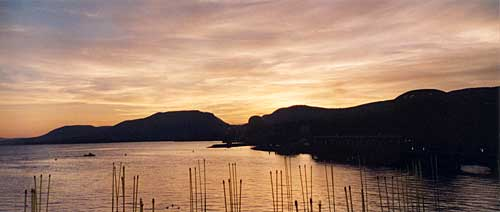
vista do lago

Inúmeros vinhedos são cultivados às margens do lago. As espécies mais comuns são a chasselas e pinot noir, com as quais é produzido um vinho rosado chamado Œil-de-Perdrix.
O turismo é ainda uma importante atividade da região, mas este está concentrado sobretudo nas maiores cidades das suas margens.
O lago era bastante apreciado por Jean-Jacques Rousseau, que, comparando-o ao lago de Genebra, disse que ele era "Os sonhos de um viajante solitário" ("Les Rêveries du promeneur solitaire" - 1782)